# Vellinge (Gemeinde)
Koordinaten: 55° 28′ N, 13° 1′ O

Vellinge ist eine Gemeinde (schwedisch kommun) in der südschwedischen Provinz Skåne län und der historischen Provinz Schonen. Der Hauptort ist Vellinge.

## Orte
Folgende Orte sind Ortschaften (tätorter):
- Gessie villastad
- Hököpinge
- Höllviken
- Ljunghusen
- Östra Grevie
- Rängs sand
- Skanör med Falsterbo
- Västra Ingelstad
- Vellinge